# Hiša na koncu ulice
Hiša na koncu ulice (izviren angleški naslov: House at the End of the Street) je ameriški psihološka srhljivka iz leta 2012, delo režiserja Marka Tonderaia. V filmu igrajo Jennifer Lawrence, Max Thieriot, Gil Bellows in Elisabeth Shue.
Zgodba se vrti okrog najstnice Ellisse, ki se s svojo novopečeno ločeno mamo preseli v novo sosesko, kjer je bila hiša na koncu ulice priča brutalnemu dvojnemu umoru dekleta Carrie - Annie, ki je nato izginilo brez sledu. Ellisa nato začne razmerje z Carrie - Annienim bratom Ryanom, ki zdaj v tisti hiši živi.
Kljub negativnim kritikam je javnost ob izidu film dobro sprejela.

## Vsebina
Sveže ločena zdravnica Sarah Cassidy (Elisabeth Shue) in njena 17 letna hči Elissa (Jennifer Lawrence), se preselita v majhno mestece. Postaneta zgroženi, ko ugotovita da je njuna hiša v isti ulici, kot hiša v kateri je bila ubita cela družina. Zgodbo o pokolu jima povedo sosedi. Pred štirimi leti je dekle Carrie-Ann Jacobson ubila svoje starše in zbežala v gozd, kjer je niso nikoli več videli. Živ je ostal le njen brat Ryan (Max Thieriot). Ryan zdaj živi sam in sosedi ga sovražijo. Edino podporo mu izkazuje policist Bill Weaver (Gil Bellows).
Odnos med mamo in hčerko postaja slabši, potem ko se začne Ellisa srečevati z Ryanom, ki je osamljen, vendar zelo dober fant. Ryan ji prizna, da je v otroštvu ponesreči poškodoval Carrie-Ann, ko je padla iz gugalnice; saj je moral paziti na njo, medtem ko so se njuni starši drogirali. Zaradi padca je prišlo do poškodbe možganov, zaradi česar je Carrie-Ann postala izjemno agresivna, kar je tudi vodilo do umora njunih staršev. Izkaže se, da Ryan skrbi za zdaj odraslo Carrie-Ann (Eva Link), ki prebiva v skriti sobi. Carrie-Ann pobegne, vendar jo Ryan ulovi in ponesreči ubije. Nato odide v okrepčevalnico, kjer spozna prijazno natakarico Peggy (Jordan Hayes).
Kasneje Ryana napadejo srednješolci, vendar jim on pobegne. Ellisa tako odide k Ryanu, kjer jo napade Carrie-Ann, za katero se izkaže, da je v bistvu Peggy. Ellisa najde Peggyino denarnico in skuša oditi domov, vendar jo Ryan udari in spravi v nezavest.
Elissa se zbudi privezana na stol. Ryan takrat pove, da je Carrie-Ann pravzaprav umrla pri padcu iz gugalnice. Starši so ga vedno obtoževali za njeno smrt, zato jih je tudi ubil. Prizna ji, da bi rad imel Elisso, vendar da potrebuje tudi Carrie-Ann, obeh pa ne more imeti. Policist Weaver išče Elisso, vendar ga Ryan zabode do smrti. Elissa skuša pobegniti, vendar jo Ryan omami s kloroformom in zapre v prtljažnik skupaj s Peggyinim truplom. Nato pride še Sarah in tudi njo Ryan zabode. Elissa se izmuzne iz avtomobila in ustreli Ryana z Weaverjevo pištolo. Ko pride do njega, se on prebudi in jo zagrabi za zapestje. Ryan jo skuša zabosti, vendar ga Sarah udari s kladivom po glavi.
Elissa in Sarah se preselita, Ryana pa zaprejo v psihiatrično bolnišnico. Ryan se začne spominjati, kako so ga starši oblačili v dekliška oblačila in ga klicali Carrie-Ann, medtem ko je on vedno vztrajal pri svojem imenu. Izkaže se, da je Ryan bil edinec in da je umoril svoje starše.

## Igralci
- Jennifer Lawrence kot Elissa Cassidy
- Max Thieriot kot Ryan Jacobson
- Bobby Osborne kot Young Ryan
- Elisabeth Shue kot Sarah Cassidy
- Gil Bellows kot policist Bill Weaver
- Eva Link kot Carrie Anne
- Nolan Gerard Funk kot Tyler Reynolds
- Allie MacDonald kot Jillian
- Jordan Hayes kot Peggy Jones
- Krista Bridges kot Mary Jacobson
- John Healy kot John Jacobson
- Grace Tucker-Duguay kot Carrie-Ann Jacobson